# پراکنش مردم آذری
پراکنش مردم آذربایجانی یا مناطق آذربایجانی‌نشین یک گروه قومی مسلمان، بومی قفقاز که عمدتاً مناطق سنتی آذربایجانی‌ها خاورمیانه و قفقاز می‌باشد. در فلات ایران عمده سکونتگاهشان شمال غرب شامل استان‌های آذربایجان شرقی، آذربایجان غربی، اردبیل، زنجان، قزوین، همدان و دیگر استان های ایران است اما پراکندگی اقوام آذربایجانی در ایران به بخش شرا در شرق، مناطق شمالی همدان، قسمت‌های غربی و جنوبی قزوین به همراه اقلیت‌هایی در استان‌های گیلان، و مرکزی، کشیده شده‌است. در قفقاز نیز اقوام پرتعدادی از آذربایجانی‌ها سکونت دارند که عمدتاً در جغرافیای جمهوری آذربایجان، داغستان و بورچالی زندگی می‌کنند. علاوه بر این در آناتولی شرقی در استان قارص و ایغدیر، مردم آذربایجانی از دوران صفویه سکونت دارند. فضای غالب این مناطق در محاصره فرهنگ آذربایجانی، لباس آذربایجانی، زبان ترکی آذربایجانی، هنر آذربایجانی، ادبیات آذربایجانی، ادبیات شفاهی آذربایجانی، موسیقی آذربایجانی، رقص آذربایجانی، آشپزی آذربایجانی می‌باشد.

## مناطق سنتی

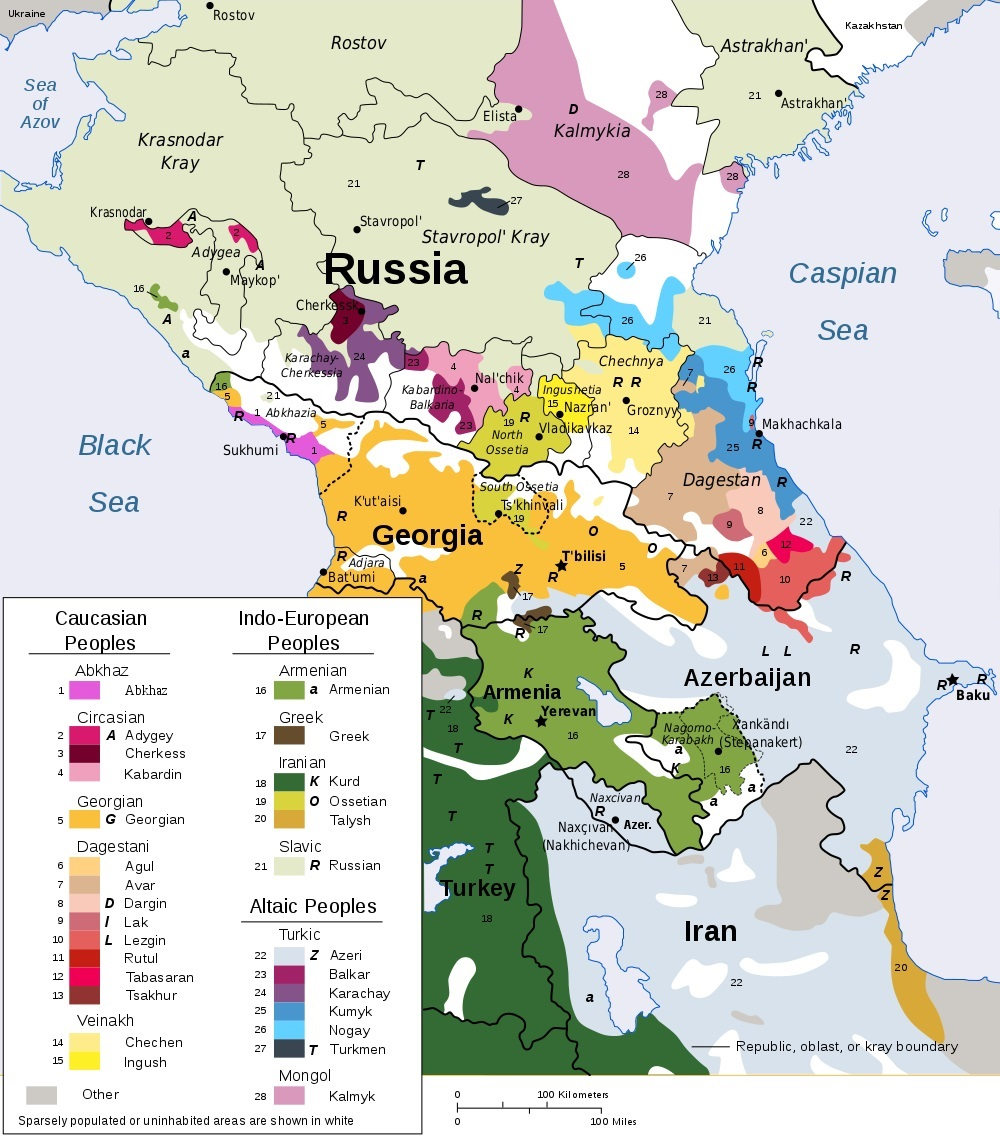
گروه‌های قومی ساکن در قفقاز و آذربایجان: نشانگر پراکنش آذری (آبی کمرنگ)

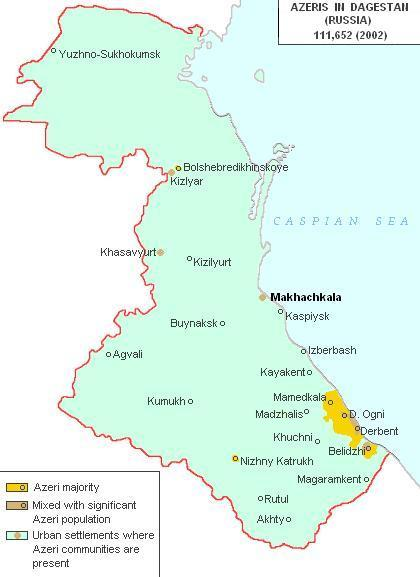
جمعیت بومیان آذربایجانی اهل داغستان با رنگ زرد مشخص شده‌است.

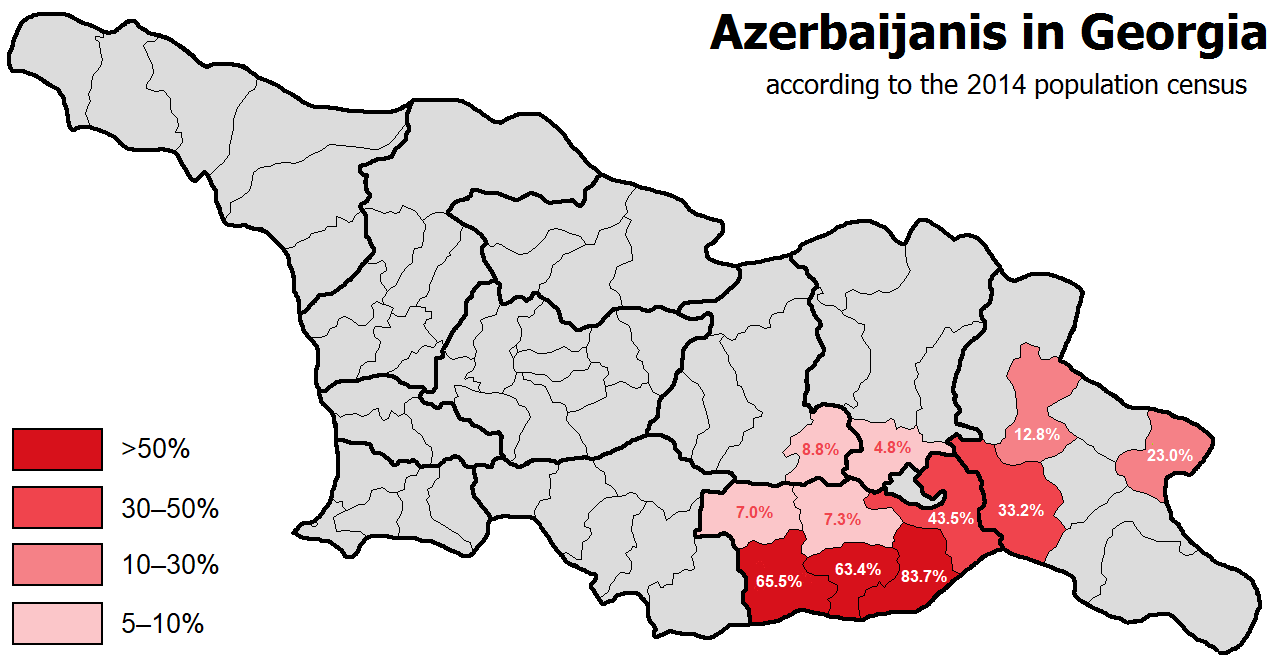
پراکنش آذری‌ها در گرجستان.

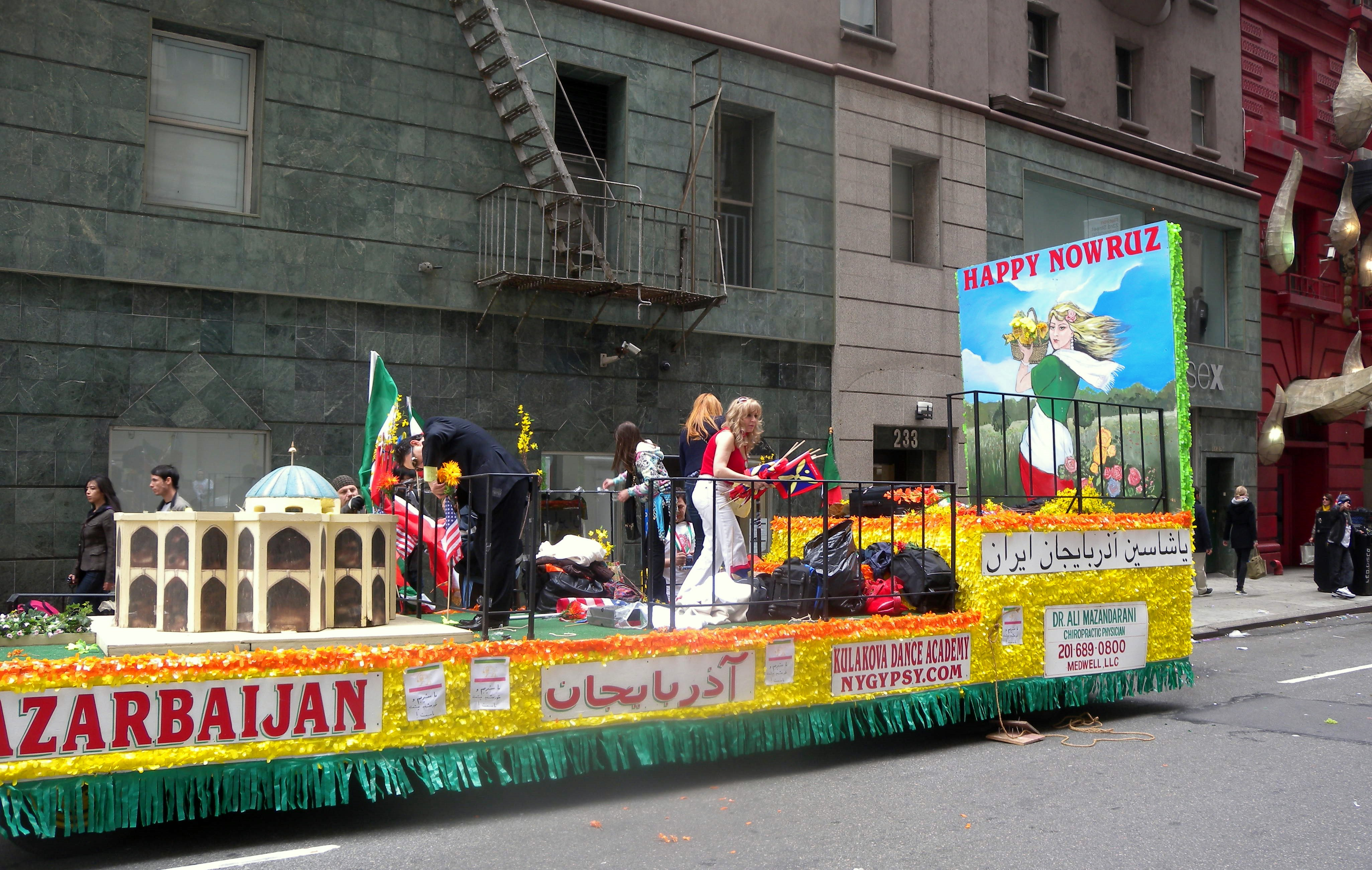
جشنواره نوروز ایرانی‌های آذری—آمریکا در یک روز عصری

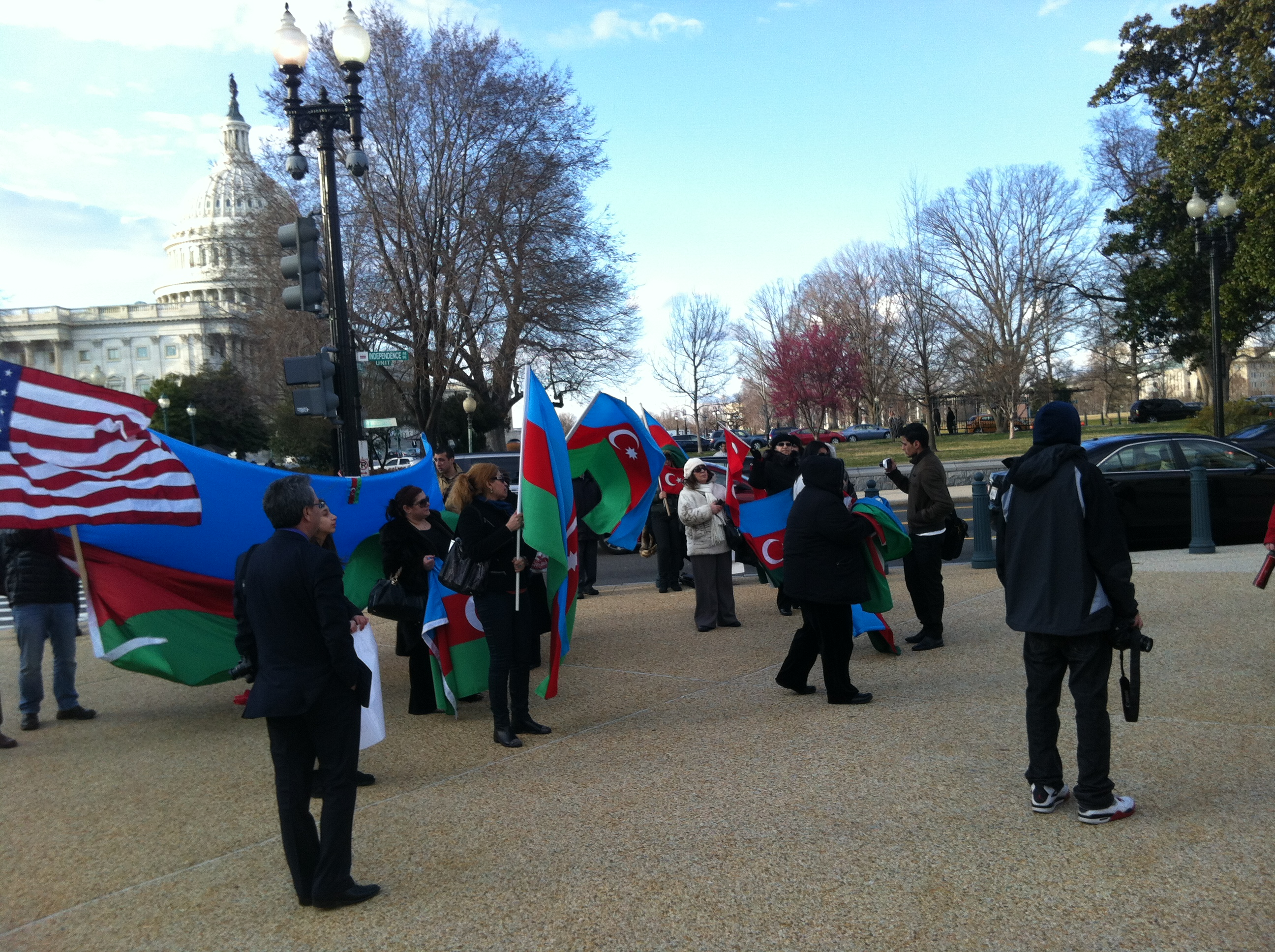
تجمع اعتراض‌آمیز آذری‌های آمریکایی در مقابل کنگره ایالات متحده

### ایران
بر طبق گزارش دانشنامه اتنولوگ در سال ۲۰۱۳ میلادی که از جمعیت ۷۰٬۴۹۶٬۰۰۰ نفری، در حدود ۱۵٫۵ میلیون نفر آذری در ایران سکونت می‌کنند.(حدود ۲۰٪ از جمعیت ایران) بنیاد آمریکای نوین در سال ۲۰۰۹ گزارش داد که جمعیت مردم آذری در ایران ۲۱٫۶ درصد از کل جمعیت کشور است. بر اساس اعلام پژوهش‌های انجام شده توسط اطلاعات‌نامه جهان سازمان سیا و کتابخانه ملی کنگره ایالات متحده آمریکا آذری‌ها ۱۶٪ از بافت قومی ایران را تشکیل می‌دهند. (حدود ۱۲–۱۳ میلیون نفر از ۷۷ میلیون نفر فعلی) دانشنامه لوک‌لکس نیز ۱۷٪ از جمعیت ایران معادل با ۱۲ میلیون از حدود ۷۰ میلیون نفر را، اقوام آذری برآورد کرده‌است. دانشنامه بریتانیکا جمعیت آذری‌ها در ایران را ۱۵ میلیون نفر و گویشوران زبان‌های ترکی را ۱/۴ از کل اقوام ایران اعلام کرده‌است؛ که اکثر آنان را، متکلمان زبان ترکی آذربایجانی تشکیل می‌دهند. همچنین گروه بین‌المللی حقوق اقلیت‌ها؛ ۲۴٪ از بافت قومی ایران معادل با ۱۶ میلیون نفر را از قومیت آذری برآورد کرده‌است.
مراکز استانی و پرجمعیت‌ترین شهرهای آذری‌نشین در ایران به ترتیب تبریز مرکز استان آذربایجان شرقی، ارومیه مرکز استان آذربایجان غربی، اردبیل مرکز استان اردبیل و زنجان مرکز استان زنجان می‌باشد. خوی و مراغه از دیگر شهرهای مهم و بزرگ آذری‌نشین در ایران می‌باشند.
آذربایجانی‌ها که عمدتاً در شمالغرب ایران سکونت دارند، جمعیت پرتعداد و قابل توجهی از آنان به نواحی مرکزی ایران مهاجرت داخلی کرده‌اند. شهرهای هدف مردم آذری؛ تهران، قم، کرج، غرب کشور همدان و نیز به شمال شرق یعنی خراسان می‌باشد. اما آذری‌ها به دیگر شهرها و استان‌های ایران نیز مهاجرت کرده‌اند. آذری‌ها در هنگام مهاجرت برای کسب شغل در زمینه‌های مختلفی نظیر کارگری، خدمات صنعتی، محافل تجاری، مذهبی، علمی و سیاسی به کار گماشته شده‌اند. به عنوان مثال؛ اقوام آذربایجانی، تشکیل دهنده ۲۵٪ الی ۱/۳٪ از جمعیت کلانشهر و استان تهران می‌باشند؛ که دومین گروه قومی پس از فارسی زبانان به‌شمار می‌روند.

### جمهوری آذربایجان
اقوام آذری در سراسر جمهوری آذربایجان به جز بخش‌های منتهی‌الیه کوچکی از جنوب شرقی، شمال شرقی و منطقه قره باغ سکونت دارند، در آخرین سرشماری دولتی قومی در جمهوری آذربایجان از جمعیت ۸٬۹۲۲٬۴۰۰ نفری، ۸٬۱۷۲٬۸۰۰ میلیون نفر معادل با ۹۱٫۶٪ از جمعیت را مردمان آذربایجانی تشکیل می‌دادند. بر اساس پژوهش‌های انجام شده توسط اطلاعات نامه جهان سازمان سیا در سال ۱۹۹۹ میلادی، ۹۰٫۶٪ از بافت قومی جمهوری آذربایجان، آذری هستند. بر پایهٔ گزارش واشینگتن تایمز نیز آذری‌ها در حدود ۹۰٪ از جمعیت جمهوری آذربایجان را تشکیل می‌دهند.
در جمهوری آذربایجان، جمعیت غالب پایتخت این کشور، کلانشهر باکو را آذری‌ها تشکیل می‌دهند. بر اساس آخرین سرشماری قومی در سال ۲۰۰۹ نیز، ۹۰٫۳٪ شهر را مردمان آذری شامل می‌شوند. از دیگر شهرهای مهم و بزرگ این جمهوری، می‌توان از گنجه و سومقاییت نام برد، که به ترتیب بیش از ۹۹٪ و ۹۵٪ آذری سکونت دارند.

### داغستان
آذری‌های داغستان شاخه‌ای از مردمان آذری جمهوری داغستان و یکی از اهالی بومی داغستان که با ۱۳۰٬۹۱۹ نفر جمعیت و جمعیت کل ۴/۵٪ از داغستان و از لحاظ جمعیت ششمین گروه قومی این جمهوری به‌شمار می‌رود. مهم‌ترین و قدیمی‌ترین تمرکز آذری‌ها در داغستان، شهرستان دربند با بیش از ۵۸٪، شهر دربند با بیش از ۳۱٪ از قومیت آذربایجانی می‌باشد.

### گرجستان(بورچالی و بوزچلو)
بورچالی نام منطقه‌ای تاریخی در گرجستان است که بزرگترین گروه قومی این منطقه آذری‌ها می‌باشند. در حال حاضر اکثر جغرافیای این منطقه در استان کومو کارتلی واقع شده‌است. در آخرین سرشماری قومی گرجستان به (سال ۲۰۰۲ تا به حال) آرایش قومی این استان از کل جمعیت ۴۹۷٬۵۳۰ نفری، ۴۵٫۱٪ را آذربایجانی‌ها تشکیل می‌دادند‌.
آذری‌های گرجستان و بورچالی
بورچالی نام منطقه‌ای تاریخی در گرجستان که بزرگترین گروه قومی آن آذری‌ها می‌باشند.ترک های جنوب گرجستان از منطقه بوزچلو در شمال غربی استان مرکزی در شهرستان کمیجان و شرق همدان، به گرجستان کوچ کرده اند. ترکهای گرجستان، ترکهای بزچلو کوچیده از همدان و کمیجان: شاید بسیاری از ما ترک‌های همدان و کمیجان ندانیم که در جنوب شرق کشور گرجستان منطقه‌ای وجود دارد که از لحاظ بافت قومیتی، زبان، تاریخ، فرهنگ و فولکلور کوچک‌ترین تفاوتی با تبریز، اورمیه، اردبیل، زنجان، همدان، جمهوری آذربایجان و سایر مناطق آذربایجانی نظیر قارص، آرداهان و ایغدیر در شمال شرق کشور ترکیه نداشته و صدها سال است که پرچم ترکیت و اسلامیت را در یک کشور مسیحی برافراشته است. و جالب است بدانیم ترکهای گرجستان اصالتا از ترکهای بوزچلو منطقه همدان و کمیجان هستند. بالواقع ترکهای بورچلو یا بوزچلو یکی از شاخه های ایل ترک بیات هستند که در ابتدا در جنوب ترکیه ساکن بودند. سپس در زمان صفویه و باگرویدن به تشیع به ایران کوچ نموده و بعد از رشادت هایی که فرمانده آنها آدی بهادرخان در جنگ با ازبکان ازخود بروز می دهد منطقه همدان و کمیجان به تیول آنها واگذار می شود. بوزچالوها سپس در دوران شاه عباس برای پاسداشت مرزهای ایران به قفقاز و منطقه شمال آذربایجان کوچ داده می شوند. بعد از تسلط روسها این منطقه ترک و شیعه نشین به گرجستان سپرده شد. ازاین رو بسیاری از بوزچالوها کوچ کرده و رحل اقامت در شهرستان نقده (سولدوز) آذربایجان غربی و اردهین و چیلدیر در شرق ترکیه افکندند. امروزه منطقه بورچالی/ بوزچلو در گرجستان یا جمعیتی در حدود پانصدهزار نفر به زبان مادری و ترکی خود صاحب چندین مدرسه، نشریه و روزنامه و... می باشد. همچنین امروزه روستایی بنام بزچلو در شهرستان فامنین استان همدان وجود دارد. ریشه و نام های خانوادگی بسیاری از اهالی روستاهای ویان و بابان در کبودراهنگ، روستاهای بخش قهاوند و روستای دینگله کهریز همدان بزچلو می باشد.همچنین در شهرستان کمیجان در شمال غرب استان مرکزی بسیار از نام های خانوادگی به بوزچلو یا بوزچلوئی ختم میشود و مردم در این شهر و روستاهای اطراف به زبان ترکی آذربایجانی تکلم میکنند. بنابراین مناطق شمال غربی استان مرکزی و شمال شرق استان همدان در قدیم به منطقه ی بوزچلو شهرت داشته است. حال چه ارتباط قومی و فرهنگی بین ترک ها در شهرستان های کمیجان در استان مرکزی، نقده (سولدوز) در آذربایجان غربی، مناطق شمال شرق استان همدان و جنوب کشور گرجستان و چیلدیر در شرق ترکیه وجود دارد نیاز به پژوهش بیشتر دارد اما آن چیزی که مسلم است ریشه همه اهالی این مناطق به ایل ترک بازمیگردد.

### ترکیه(ایغدیروقارص)
آذری‌های بومی ترکیه در ایغدیر و استان قارص در ناحیه آناتولی شرقی سکونت دارند. در سال ۱۹۹۰، حدود ۴۰۰٬۰۰۰ آذری در سمت ترکیه از مرز اتحاد جماهیر شوروی زندگی می‌کردند. اقوام آذری بزرگترین گروه قومی در ایغدیر و دومین گروه قومی در استان قارص هستند.

## مهاجر
| ردیف | کشور                | آمار دولتی                                                       | سایر آمار و برآوردها          | آذری‌ها            |
| ---- | ------------------- | ---------------------------------------------------------------- | ----------------------------- | ----------------- |
| ۱    | روسیه               | ۶۰۳٬۰۷۰ (آمار دولتی ۲۰۱۰)                                        | ۱٬۵۰۰٬۰۰۰ تا ۳٬۰۰۰٬۰۰۰        | آذری‌های روسیه     |
| ۲    | ترکیه               |                                                                  | ۸۰۰٬۰۰۰                       | آذری‌های ترکیه     |
| ۳    | گرجستان             | ۲۸۴٬۷۶۱ (آمار دولتی ۲۰۰۲)                                        | ۳۶۰٬۰۰۰ (برآورد اتنولوگ ۲۰۰۷) | آذری‌های گرجستان   |
| ۴    | قزاقستان            | ۸۵٬۲۹۲ (آمار دولتی ۲۰۰۹)                                         | ۱۵۰٬۰۰۰                       | آذری‌های قزاقستان  |
| ۵    | آلمان               | ۱۵٬۲۱۹ (آمار دولتی ۲۰۰۶)                                         | ۲۰۰٬۰۰۰                       | آذری‌های آلمان     |
| ۶    | اوکراین             | ۴۵٬۱۷۶ (آمار دولتی ۲۰۰۱)                                         |                               | آذری‌های اوکراین   |
| ۷    | هلند                |                                                                  | ۷٬۰۰۰ — ۱۸٬۰۰۰ (برآورد ۲۰۰۹)  |                   |
| ۸    | قرقیزستان           | ۱۷٬۲۶۷(آمار دولتی ۲۰۰۹)                                          |                               | آذری‌های قرقیزستان |
| ۹    | بریتانیا            |                                                                  | ۱۵٬۰۰۰ (برآورد ۲۰۰۹)          | آذری‌های بریتانیا  |
| ۱۰   | ایالات متحده آمریکا | ۱۴٬۲۰۵ آذربایجانی (آمار دولتی ۲۰۰۰) - ۴۰٬۴۰۰ ایرانیان آذربایجانی | ۴۰۰٬۰۰۰                       | آذری‌های آمریکا    |
| ۱۱   | کانادا              | ۴٬۵۸۰ (آمار دولتی ۲۰۱۱)                                          | ۸۰٬۰۰۰                        | آذری‌های کانادا    |
| ۱۲   | فرانسه              |                                                                  | ۱٬۱۱۲ (پناهجویان), ۷۰٬۰۰۰     | آذری‌های فرانسه    |
| ۱۳   | ازبکستان            | ۴۴٬۴۱۰ (آمار دولتی ۱۹۸۹)                                         |                               | آذری‌های ازبکستان  |
| ۱۴   | ترکمنستان           | ۳۳٬۳۶۵ (آمار دولتی ۱۹۸۹)                                         |                               | آذری‌های ترکمنستان |
| ۱۵   | بلاروس              | ۵٬۵۶۷ (آمار دولتی ۲۰۰۹)                                          |                               |                   |
| ۱۶   | لتونی               | ۱٬۶۹۷ (آمار دولتی ۲۰۰۱)                                          |                               |                   |
| ۱۷   | استونی              | ۸۸۰ (آمار دولتی ۲۰۰۰)                                            |                               |                   |
| ۱۸   | لیتوانی             | ۷۸۸                                                              |                               |                   |
| ۱۹   | تاجیکستان           | ۸۰۰ (آمار دولتی ۲۰۰۰)                                            |                               |                   |
| ۲۰   | استرالیا            | ۳۰۰                                                              |                               |                   |
| ۲۱   | اتریش               | ۱ ۰۰۰.                                                           |                               |                   |
| ۲۲   | دانمارک             | ۲۳۱                                                              |                               |                   |
| ۲۳   | لیتوانی             | ۷۸۸                                                              |                               |                   |
| ۲۴   | ارمنستان            | ?؟                                                               |                               | آذری‌های ارمنستان  |